# ميال (آيت واحمدن)
ميال هو دُوَّار يقع بجماعة تاويالت، إقليم تارودانت، جهة سوس ماسة في المملكة المغربية. ينتمي الدوّار لمشيخة آيت واحمدن التي تضم 31 دوار. يقدر عدد سكانه بـ 275 نسمة حسب الإحصاء الرسمي للسكان والسكنى لسنة 2004.

## روابط خارجية
- البوابة الوطنية للجماعات الترابية
- المندوبية السامية للتخطيط